# Pseuderanthemum laxiflorum
Pseuderanthemum laxiflorum là một loài thực vật có hoa trong họ Ô rô. Loài này được (A. Gray) F.T. Hubb. ex L.H. Bailey miêu tả khoa học đầu tiên năm 1916.

## Hình ảnh

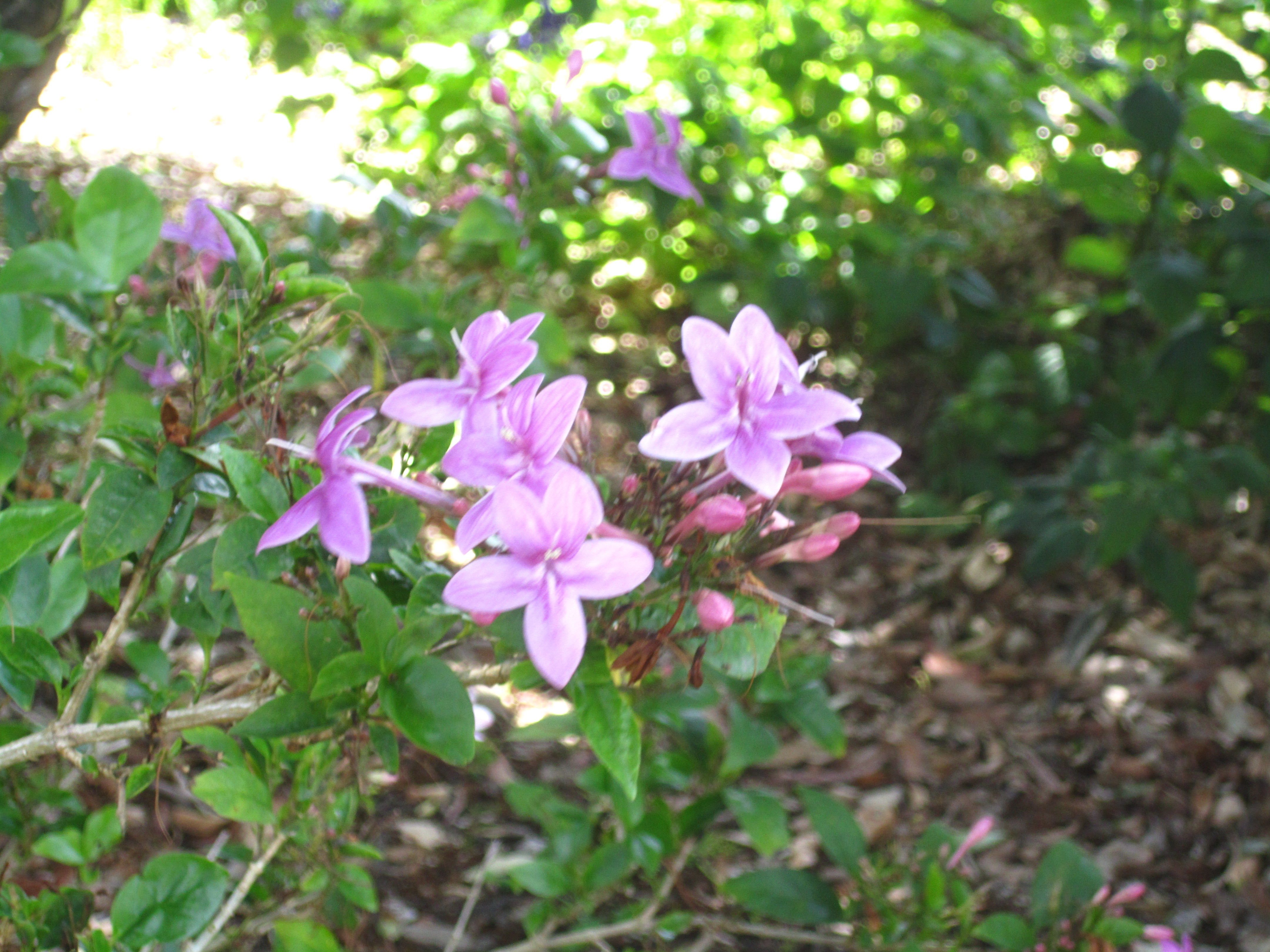
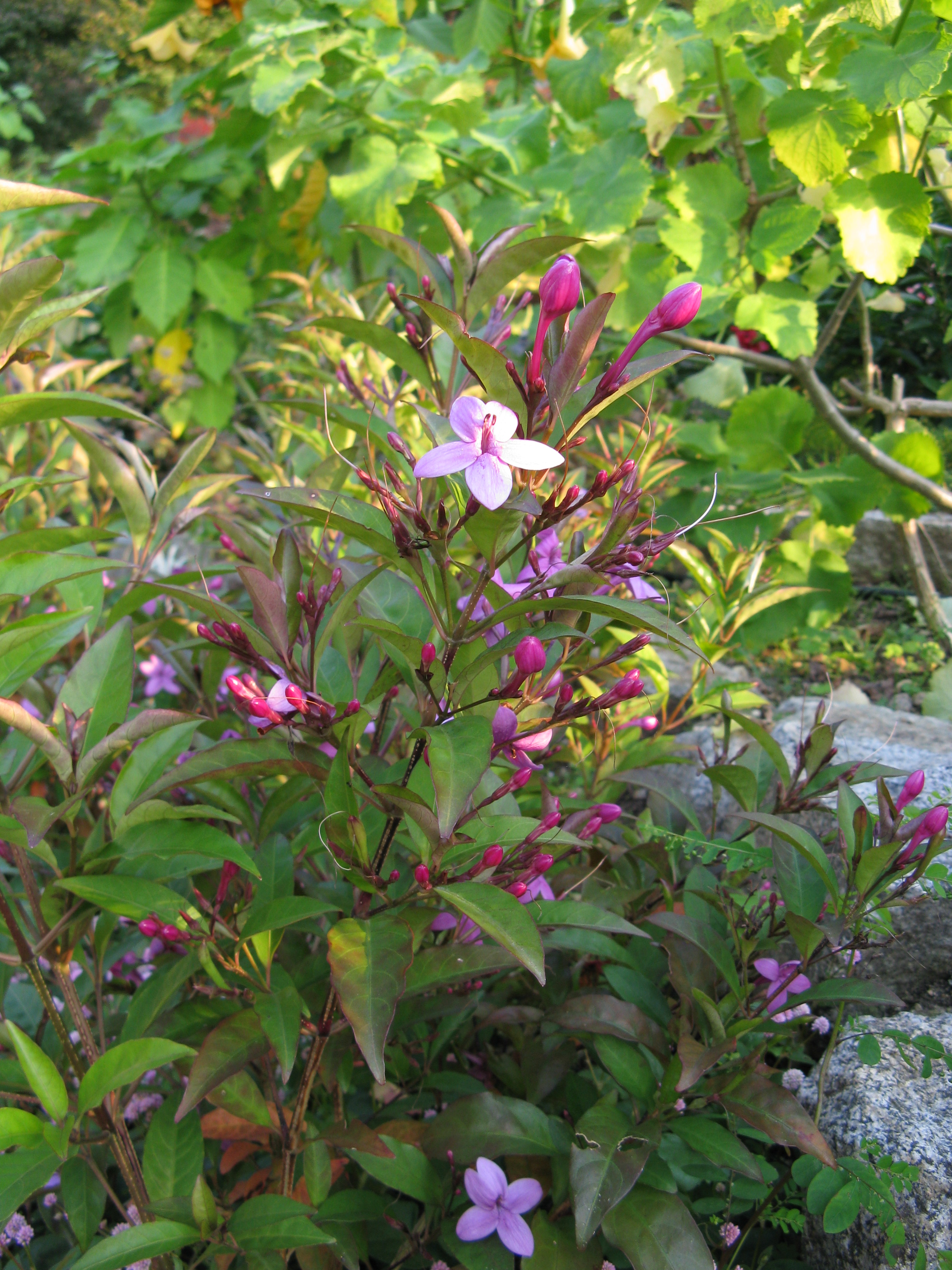
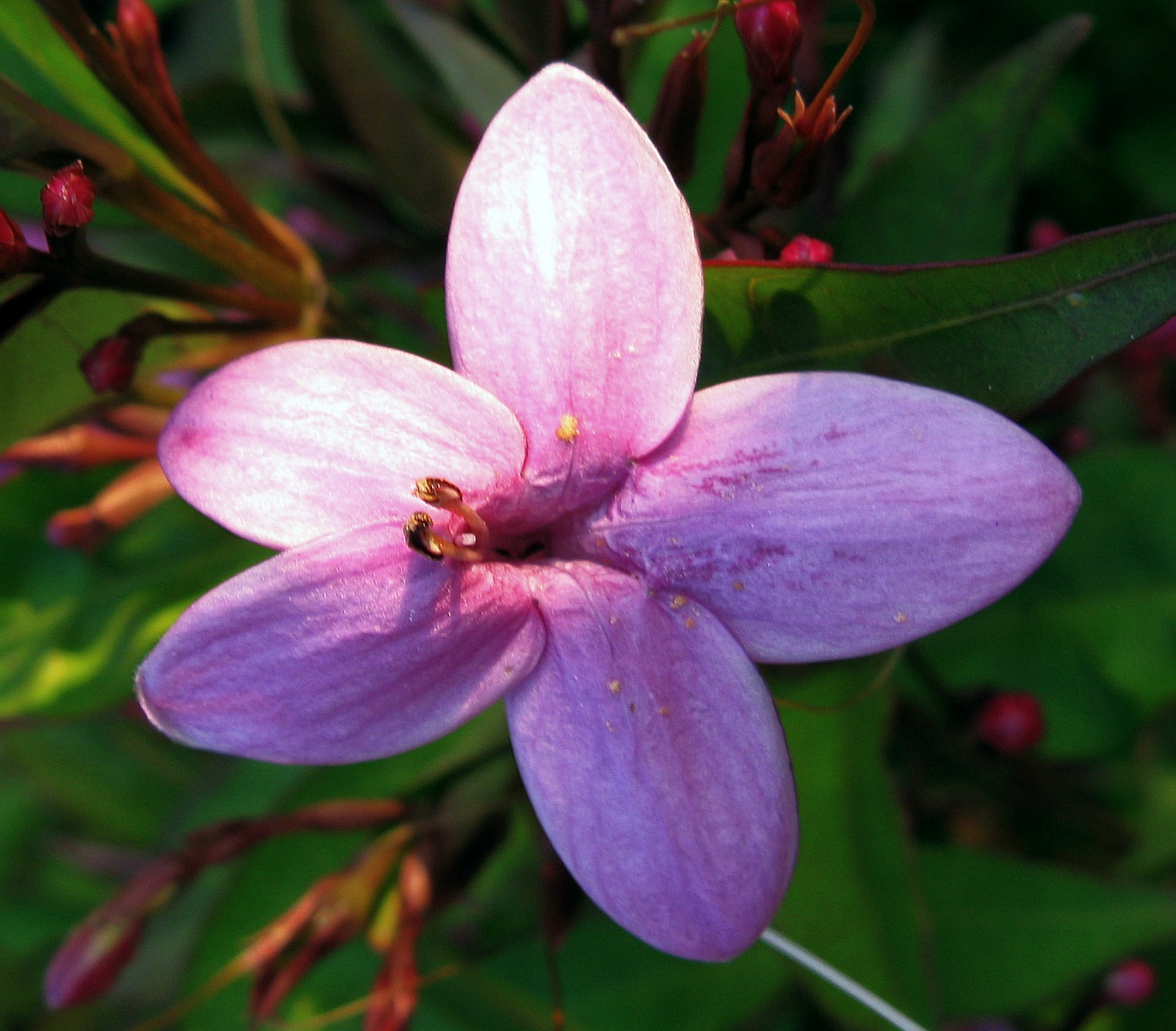
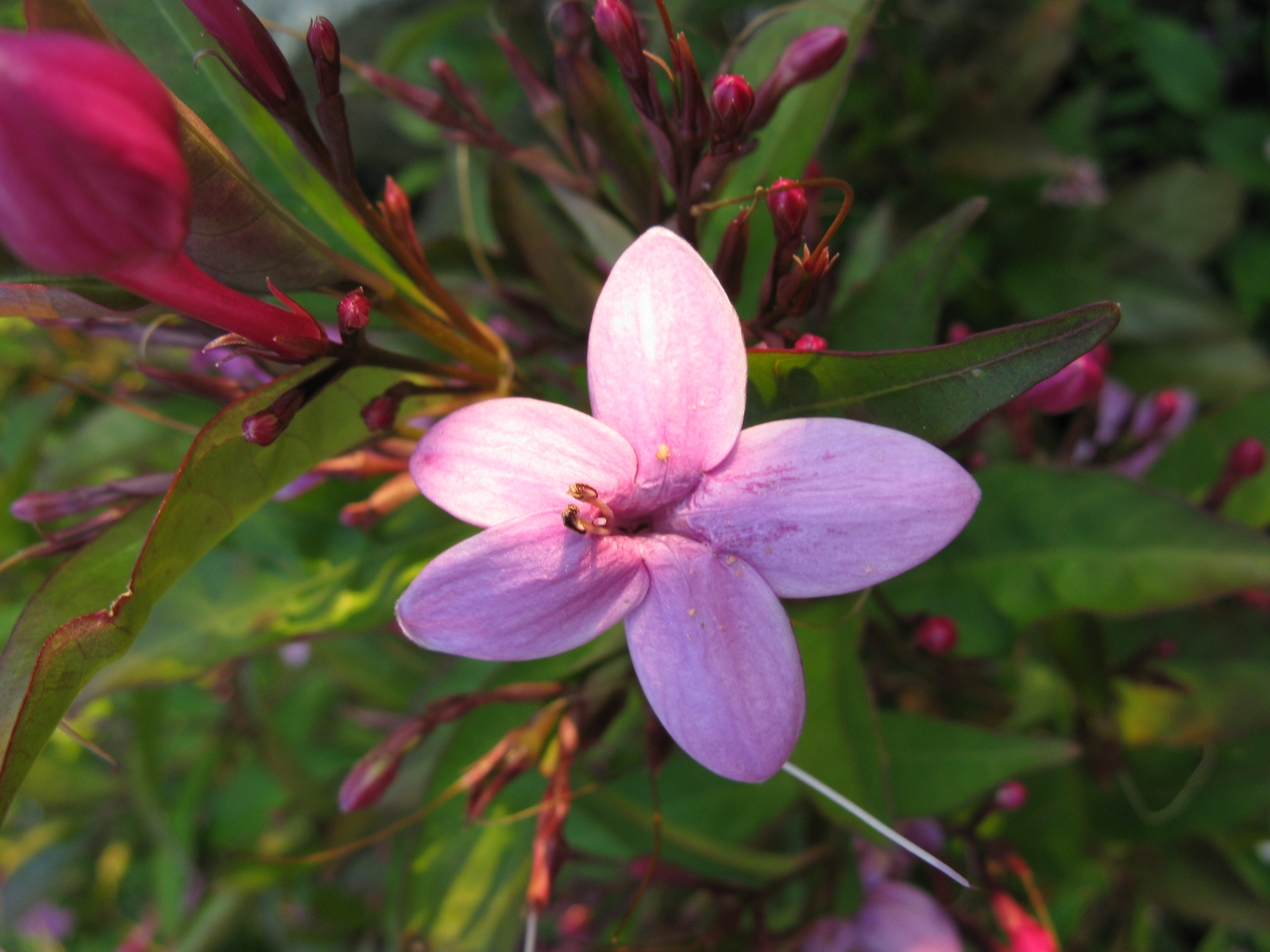